# Sonae
Sonae (acrónimo de Sociedade Nacional de Estratificados) traducida al español Sociedad Nacional de Estratificados es una empresa portuguesa de comercio minorista (Sonae MC y Sonae SR), con asociaciones en las áreas de centros comerciales (Sonae Sierra) y de software y sistemas de información, medios de comunicación y telecomunicaciones (Sonaecom). Con 40 000 empleados, es el mayor empleador privado en Portugal. Sonae está cotizada en Euronext PSI-20, en Lisboa con el código SON.

## Historia
Sonae fue fundada en 1959 por el empresario, banquero y mecenas, nacido en Arouca, Afonso Pinto Magalhães. Inicialmente el negocio de Sonae (Sociedad Nacional de estratificado) se centró en el área de las maderas procesadas, más específicamente, en la producción de paneles laminados decorativos de alta presión. Durante las dos primeras décadas, Sonae se mantuvo como una PYME (pequeñas y medianas empresas).
Afonso Pinto de Magalhães, también el fundador del Banco Pinto Magalhães, pone a Fabio Lemos en control de Sonae en los turbulentos años después de la Revolución de los Claveles. Durante este período la compañía fue nacionalizada y luego reprivatizada.
En 1982, Afonso de Magalhães Pinto proporciona a Belmiro de Azevedo el 16% de la Sonae y, después de su muerte, Azevedo alcanza la mayor parte del capital, tomando el control de la empresa. Durante la década de los 80, Sonae inició su crecimiento, y en 1985 se creó Sonae Investimentos SGPS (Sociedad de Cartera), SA, que integra con éxito la bolsa de valores de Lisboa.
Cuando consigue el control total de la compañía, Azevedo inicia un proceso de expansión que coincide con la entrada de Portugal en la Unión Europea. También fue en el comienzo de los años 80 que Sonae inició la estrategia de diversificación de negocios a través de adquisiciones y creación de nuevas empresas: apertura del primer hipermercado en Portugal (Continente), la apertura del Hotel Porto Sheraton (ahora Porto Palácio Hotel), la compra de Star (agencia de viajes), y la apertura de los dos primeros centros comerciales de Sonae (en Portimão y Albufeira).
En 1990, Sonae se convierte en la empresa con mayor volumen de negocio de Portugal. Los años 90 también fueran decisivos para Sonae debido al lanzamiento del periódico Público, la primera marca de productos Continente y la apertura de la primera Worten. En 1997, Sonae abrió el centro comercial Colombo, que era entonces el centro comercial más grande de la península ibérica. En 1998, Sonae lanza su incursión en el campo de las empresas de telecomunicaciones: Optimus (actualmente NOS - fusión Optimus/Zon), Novis (operador fijo) y Clix. Desde el año 2000, Sonaecom también se ha cotizado en la Bolsa de Valores de Lisboa.
Junto a esta expansión que se extendió al área de Tecnología de la Información, Entretenimiento y Turismo, Sonae ha iniciado la expansión territorial que fue más pronunciada en la década de 2000, durante la cual entró y profundizó su presencia en mercados como España, Italia, Alemania, Brasil, Rumania, entre otros. Esta expansión territorial no se limita a un tipo de negocio de Sonae, o una de sus sub-holdings, alcanzando negocios como WeDo Consulting (ahora WeDo Technologies) en el área de tecnología de la información, que ha sido establecida en 2000 y amplió sus oficinas a España y Brasil.
En 2006, Sonaecom lanza una oferta pública de adquisición (OPA) para Portugal Telecom y PT Multimedia, que no se completó.
Paulo de Azevedo asumió la dirección del Grupo Sonae en 2007, sucediendo a su padre Belmiro de Azevedo.
La expansión territorial fue más prominente en España, a partir de 2010, con la apertura de 40 tiendas. Así, España fue y sigue siendo, aún durante  la crisis económica española, una de las palancas de crecimiento del grupo a través de, por ejemplo, la cadena de electrodomésticos Worten y centros comerciales en Badajoz, Toledo y Leganés.
En 2011, Sonae ha integrado nuevos mercados internacionales como Turquía, Egipto y Kazajistán.
En marzo de 2015, Belmiro de Azevedo anunció su salida de la presidencia del Consejo de Administración de Sonae. Paulo de Azevedo fue elegido para presidente del Consejo de Administración y copresidente Ejecutivo del grupo Sonae, compartiendo la presidencia del comité ejecutivo con Ângelo Paupério, que hasta ahora era vicepresidente de Sonae.
Sonae es hoy la empresa privada más grande de Portugal, y da trabajo a 39.300 personas.

## Organización
Actualmente, Sonae tiene áreas separadas para diferentes estructuras de organización empresarial, que están incorporadas en subholdings:
Negocios Core
- Sonae MC – Área del comercio minorista alimentario, en um número de formatos diferentes: Continente (hipermercados), Continente Modelo (supermercados), Continente Bom Dia (supermercados de conveniencia), Continente Ice (especialistas en ultra congelados), Meu Super (tiendas de comercio de proximidad en franchising), Bom Bocado (restauración), Note! (librería/papelaría/regalos) y Well's (parafarmacia).[17]
- Sonae SR – Área de comercio minorista no-alimentario, en particular, el deporte, la ropa y la electrónica, con las marcas Sportzone (deporte), MO (textil) y Zippy (ropa y accesorios para niños), Worten (electrodomésticos, electrónica de consumo y entretenimiento) y Worten Mobile (comunicaciones móviles), Pets&Plants (artículosde jardín y para animales domésticos).[17]

Asociaciones Core
- Sonae Sierra – Especialista internacional en centros comerciales. Fundada en Portugal en 1989, es propiedad de Sonae (Portugal) en el 50% y de Grosvenor (Reino Unido) en el 50%.
- Sonaecom - Asociación Sonae en las telecomunicaciones, el software y sistemas de información y los medios de comunicación, que desarrolla un papel activo en la gestión integrada de las áreas de negocio correspondientes. En el universo de empresas Sonaecom están la NOS (telecomunicaciones),[18] la Bizdirect (soluciones IT para varias marcas), Mainroad (servicios de disponibilidad y continuidad de negocios), WeDo Technologies (software), y Saphety (soluciones para la simplificación y automatización de procesos). En la industria de los media, Sonaecom todavía mantiene el periódico Público, un diario de referencia en Portugal.

Negocios Relacionados
- Sonae RP – Fundada en 2009, Retail Properties Sonae se centra en la gestión y desarrollo de su patrimonio inmobiliario como una forma de apoyar los objetivos de crecimiento del negocio minorista de Sonae.

Inversiones Activas
- Gestión de Inversiones - área de negocios responsable por las fusiones y adquisiciones. De su cartera de negocios son parte la MDS, Herco (Seguros), la Geostar (agencia de viajes, una empresa conjunta con Grupo RAR), y Maxmat (bricolaje, en una empresa conjunta con CRH).

Autónoma desde 2007, aún queda Sonae Capital presidida por Cláudia Azevedo, hija de Belmiro de Azevedo, que cuenta con tres áreas de negócio:
- Sonae Turismo - Desarrollo de los negocios en las áreas de Resorts, Hotel y Fitness.
- Energía - Gestión de centrales de cogeneración y parques fotovoltaicos.
- Spred SGPS - Promueve la inversión en refrigeración, aire acondicionado y mantenimiento; energía y medio ambiente; e inversiones financieras.

## Innovación
En 2012 Sonae invirtió más de 70 millones de € en la investigación en el área de comercio minorista, un programa de inversiones que implicó 3.200 colaboradores. En 2014 la compañía ha compilado un libro de 80 innovaciones desarrolladas en áreas como la Salud y la Tecnología.

## Sostenibilidad
En 2013, el apoyo de Sonae a la comunidad alcanzó 10,6 millones de euros, de los cuales aproximadamente 5 millones de euros fueron en donaciones de productos alimenticios, y afectaran a más de 2.000 instituciones. En este contexto, las principales áreas de intervención son: Sensibilización Medioambiental, Cultura, Educación, Salud y Deportes, Ciencia e Innovación y la Solidaridad Social.

## Reconocimiento
Sonae ha recibido premios y reconocimientos en varias áreas y se ha distinguido como una de las empresas más éticas del mundo, como Master de Capital Humano, con el ICSC Solal Marketing Awards y con los Premios Europeos de Energía Sostenible.
De acuerdo con la última edición del informe Global Powers of Retailing, realizado por Deloitte y la revista estadounidense Stores, Sonae está en la lista de las 250 mayores minoristas del mundo, posicionándose ahora a 155, lo que equivale a un aumento de 10 lugares de la clasificación anterior. En 2015, las principales marcas minoristas de Sonae fueron distinguidas por los portugueses como “marcas de confianza”, según el estudio internacional promovido por el 15º año consecutivo por las Selecciones del Readers Digest. Según una investigación realizada por Spark Agency y de la Escuela de Economía y Administración de la Universidad de Minho, es la segunda empresa preferida por los estudiantes universitarios portugueses para trabajar. La compañía fue galardonada por el Instituto Kaizen por su mejora continua: Continente ha sido honrado con la distinción "Embajador Kaizen" por su trabajo en las operaciones de tienda , y Worten fue la ganadora en la categoría "Excelencia en Calidad" por el proyecto de Gestión de Fuerza de Ventas.

## Centros Comerciales Sonae
España
Areasur | Dos mares | GranCasa | La Farga | Luz del Tajo | Max Center | Plaza Mayor | Valle Real | Zubiarte
Portugal
8.ª Avenida | AlbufeiraShopping | AlgarveShopping | Arrabidashopping | Cascaishopping | CC Continente de Portimão | Centro Colombo | Centro Vasco da Gama | CoimbraShopping | Gaiashopping | Estação Viana Shopping | GaiaShopping | Guimarães Shopping | LeiriaShopping | LoureShopping | Madeira Shopping | MaiaShopping | Norteshopping | Parque Atlântico | RioSul Shopping | Serra Shopping | Via Catarina
Brasil
Boavista Shopping | Boulevard Londrina Shopping | Franca Shopping | Manauara Shopping | Parque D. Pedro | Passeio das Águas Shopping | Shopping Campo Limpo | Shopping Metrópole | Shopping Plaza Sul | Uberlândia Shopping
Italia
Freccia Rossa | Gli Orsi | Le Terrazze
Alemania
Alexa | Hofgarten Solingen | Loop5
Grecia
Pantheon Plaza
Rumanía
River Plaza Mall